# 薫蓋クス

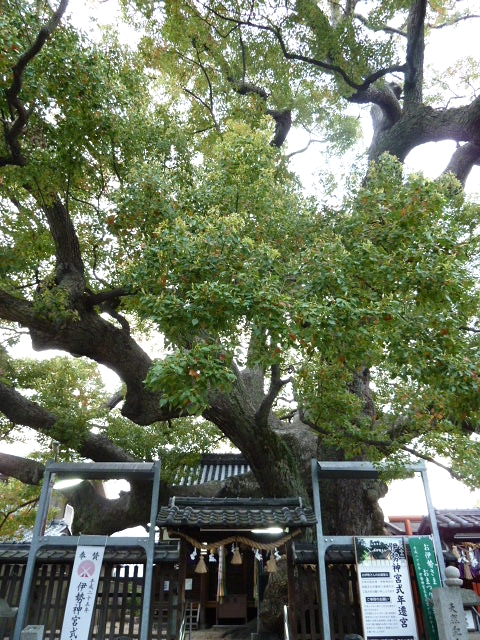
薫蓋クス、2011年4月

薫蓋樟（くんがいしょう、またはくんがいくす）は、大阪府門真市の三島神社（みつしまじんじゃ）境内に生育するクスノキの巨木である。推定の樹齢は1000年以上とされ、1938年（昭和13年）に国の天然記念物に指定された（指定名称は薫蓋クス）。大阪府内では最大であり、日本国内でも有数のクスノキの巨木とされる。

## 由来
門真市は大阪市の東端部と境を接し、淀川水系の古川が市街の中心部を流れている。三島神社が位置する三ツ島地区は門真市の南部にあり、かつて三ツ島村と称していた。この付近は淀川にも遠くない温暖で平坦な低湿地であり、クスノキの生育に適しているため多くの大木が見られる。三島神社はかつて山王権現と呼ばれた付近の氏神であり、天照皇大神・大己貴命・素盞嗚尊の三神を祀っている。
この木は社殿に接するように根を下ろし、少し離れて眺めると枝葉が神社をすっぽりと覆っているように見えるほどである。幹回りは13.1メートル、樹高は約25メートルを測り、推定の樹齢は1000年以上とされる。木の根元には不規則な凹凸ができていて、黒ずんだ幹にはいくつか大きなこぶがあり、主幹から枝分かれした5本の大枝がうねるように伸びている。枝張りは東西が34メートル、南北が33メートルあり、幹の高さ2メートル付近に注連縄が張られている。注連縄の少し上には大枝と幹のすきまに直径30センチメートルほどの穴があいているのが見え、かつては子供たちの格好の遊び場であったという。大阪府では最大のクスノキであり、日本国内でも有数のものだったため、1938年（昭和13年）5月30日に「樟ノ巨樹トシテ有數ノモノナリ」との理由で国の天然記念物の指定を受けた。
「薫蓋樟」という名称は、この木の根元にある石製の歌碑に由来している。歌碑には「薫蓋樟 村雨の雨やどりせし唐土（もろこし）の 松におとらぬ樟ぞこの樟」と刻まれている。この歌を詠んだ千種有文（1815年 -1869年）は江戸時代末期の公卿で、和歌に優れた人物であった。

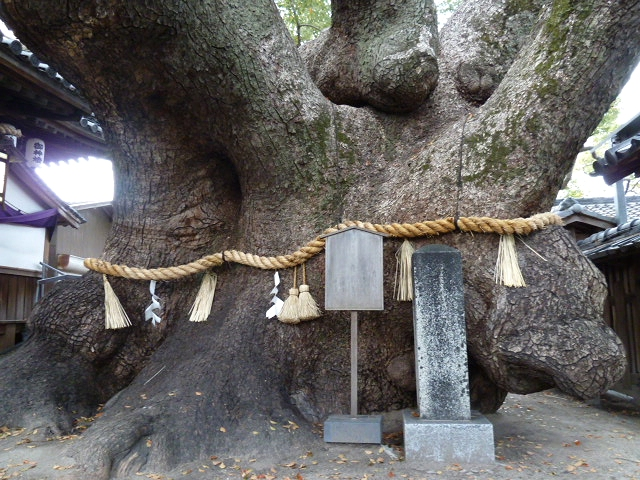
薫蓋クスの根元と幹、2011年4月

地元の人々はこの木を「クスノキさん」と呼んで敬い、毎年10月に秋祭りが行われている。大正時代、近辺に電灯を引いた際に電柱設置の邪魔になるために枝先を一部伐り落としたが、伐った当人は木の祟りで腹痛を起こしたという。1934年（昭和9年）、室戸台風の被害で樹勢は衰えた。昭和時代の後半になると、周囲の宅地化や道路舗装の影響で地下水が涸れたために大枝の勢いが衰え、葉が黄ばむまでになっていた。このため地元の人々は1974年（昭和49年）に保存会を結成して、神社の境内に掘割を作るなどの対策を行った結果、樹勢を取り戻した。
薫蓋樟は、1990年（平成2年）に開催された「国際花と緑の博覧会」に合わせて企画された「新日本名木100選」に選定された他、1989年（平成元年）に行われた「大阪府みどりの百選」でも人気ナンバーワンとなった。2012年（平成24年）には、巨樹研究専門家による「神秘的な巨樹ベスト10」で第9位となっている。門真市内には薫蓋樟の他にもクスノキが多く生育していて、1973年（昭和48年）10月1日にクスノキを「市の木』に選定した。

## 交通アクセス
所在地
- 大阪府門真市三ツ島1丁目15 三島神社境内

交通
- 京阪電気鉄道京阪本線門真市駅からタクシーで約10分。またはOsaka Metro長堀鶴見緑地線門真南駅から徒歩約15分。